# Axel Schimpf

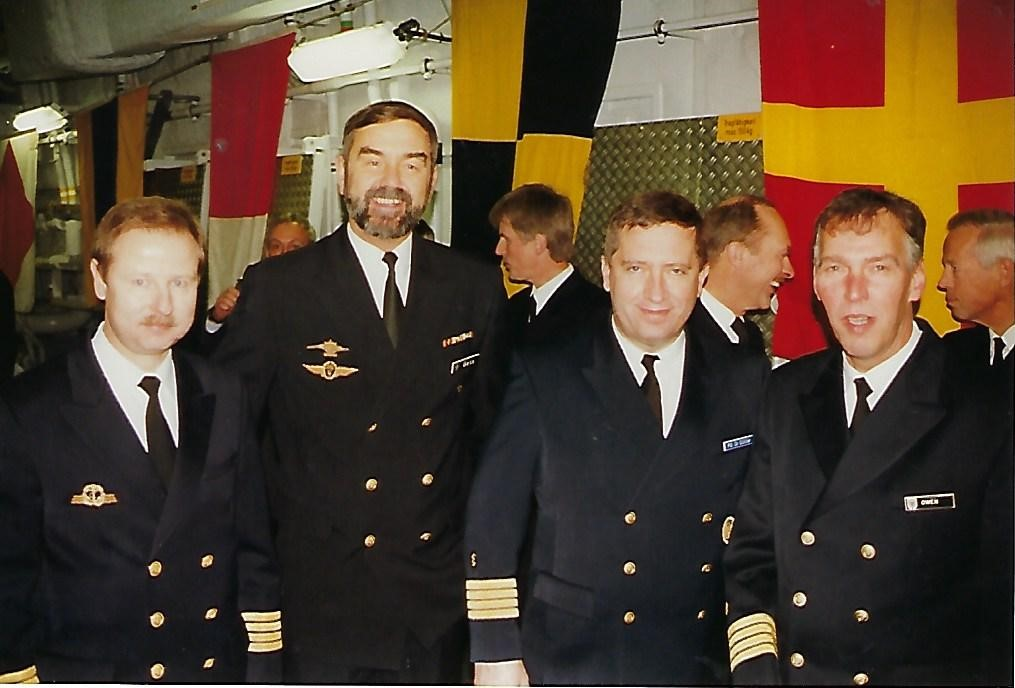
Axel Schimpf als Kapitän zur See 1996 (li.)

Axel Schimpf (* 1. Oktober 1952 in Speyer) ist ein Vizeadmiral a. D. der Deutschen Marine.

## Militärische Laufbahn
Nach dem Abitur am Kepler-Gymnasium Tübingen trat Schimpf 1971 als Offizieranwärter der Crew X/71 in die Bundesmarine ein. Nach der Offizierausbildung wurde er 1975 II. Wachoffizier auf dem Schnellboot Habicht im 2. Schnellbootgeschwader in Olpenitz. 1978–1981 war er Kommandant des Schnellboots S-45 im 3. Schnellbootgeschwader in Flensburg-Mürwik. Von 1982/83 nahm er an einem Lehrgang der Koninklijke Marine zum Navigations- und Operationsoffizier teil. Die Funktion Schiffsoperationsoffizier hatte er 1983–1985 auf dem Zerstörer Lütjens inne.
Beförderungen
- 1973 Leutnant zur See
- 1976 Oberleutnant zur See
- 1979 Kapitänleutnant
- 1985 Korvettenkapitän
- 1990 Fregattenkapitän
- 1995 Kapitän zur See
- 2002 Flottillenadmiral
- 2004 Konteradmiral
- 2010 Vizeadmiral

1985–1987 nahm er an der Admiralstabsausbildung an der Führungsakademie der Bundeswehr in Hamburg teil und wurde anschließend Erster Offizier des Zerstörers Lütjens. 1989/90 war er Referent im Führungsstab der Marine. Anschließend war er Adjutant des Bundesministers der Verteidigung, Gerhard Stoltenberg. 1992–94 war Schimpf Kommandant des Zerstörers Lütjens und anschließend Kommandeur des 2. Fregattengeschwaders in Wilhelmshaven.
1996/97 war Schimpf Arbeitsbereichsleiter im Planungsstab des Bundesministers der Verteidigung und anschließend Plans and Policy Division-Action Officer und Koordinator für Streitkräfteplanung im Internationalen Militärstab der NATO in Brüssel. 2000–2002 leitete Schimpf die Operationsabteilung im Flottenkommando in Glücksburg. Von dort wechselte er als Stabsabteilungsleiter Konzeption, Planung und Führung in den Führungsstab der Marine (Fü M). Dort wurde er 2004 Stellvertreter des Inspekteurs der Marine und Chef des Stabes Fü M. Von Januar 2008 bis April 2010 war er Amtschef des Marineamts in Rostock. Dieses Kommando gab er an Flottillenadmiral Horst-Dieter Kolletschke ab.
Schimpf übernahm am 28. April 2010 von Vizeadmiral Wolfgang E. Nolting den Posten des Inspekteurs der Marine im Rahmen einer Zeremonie an der Marineschule Mürwik in Flensburg. Wenige Tage später wurde er zum Vizeadmiral befördert. Am 28. Oktober 2014 wurde er von der damaligen Bundesministerin der Verteidigung, Ursula von der Leyen, verabschiedet. Zu seinen Ehren wurde an diesem Tag auch ein Großer Zapfenstreich an der Marineschule Mürwik zelebriert. Schimpf wurde zum 31. Oktober 2014 offiziell in den Ruhestand versetzt. Sein Amt als Inspekteur der Marine übernahm Vizeadmiral Andreas Krause.

## Auszeichnungen
- Ehrenkreuz der Bundeswehr in Gold
- NATO-Medaille zur Beteiligung an der Embargokontrolle gegen das ehemalige Jugoslawien
- 2008: Ordre national du Mérite, Commandeur
- 2010: Verdienstorden der Bundesrepublik Deutschland, Bundesverdienstkreuz am Bande
- 2012: Offizier der Ehrenlegion